# Sărituri cu schiurile la Jocurile Olimpice de iarnă din 2022 - Echipe masculin, trambulină mare
Proba de sărituri cu schiurile, echipe masculin trambulină mare de la Jocurile Olimpice de iarnă din 2022 de la Beijing, China a avut loc pe 14 februarie 2022.

## Program
Orele sunt orele Chinei (ora României + 6 ore).
| Dată         | Ora         | Rundă      |
| ------------ | ----------- | ---------- |
| 14 februarie | 19:00-19:51 | Calificări |
| 14 februarie | 20:06-20:42 | Finala     |

## Rezultate
| Loc | Nr. de concurs         | Țară                                                                                        | Runda 1                 | Runda 1                       | Runda 1 | Finala                  | Finala                        | Finala                 | Total                         |
| Loc | Nr. de concurs         | Țară                                                                                        | Distanță (m)            | Puncte                        | Loc     | Distanță (m)            | Puncte                        | Loc                    | Puncte                        |
| --- | ---------------------- | ------------------------------------------------------------------------------------------- | ----------------------- | ----------------------------- | ------- | ----------------------- | ----------------------------- | ---------------------- | ----------------------------- |
| 1   | 10 10–1 10–2 10–3 10–4 | Austria · Stefan Kraft · Daniel Huber · Jan Hörl · Manuel Fettner                           | 127,5 130,5 133,0 128,0 | 458,4 111,6 116,1 120,2 110,5 | 2       | 121,5 129,0 137,5 128,0 | 484,3 119,7 115,1 130,5 119,0 | 1                      | 942,7 231,3 231,2 250,7 229,5 |
| 2   | 8 8–1 8–2 8–3 8–4      | Slovenia · Lovro Kos · Cene Prevc · Timi Zajc · Peter Prevc                                 | 134,0 132,0 124,0 129,0 | 467,4 126,7 119,3 110,6 110,8 | 1       | 120,0 132,0 126,0 127,0 | 467,0 107,7 126,3 117,0 116,0 | 3                      | 934,4 234,4 245,6 227,6 226,8 |
| 3   | 11 11–1 11–2 11–3 11–4 | Germania · Constantin Schmid · Stephan Leyhe · Markus Eisenbichler · Karl Geiger            | 126,5 127,5 136,0 121,0 | 446,5 112,7 108,7 119,4 105,7 | 4       | 122,0 129,0 139,5 128,0 | 476,4 106,6 113,3 137,5 119,0 | 2                      | 922,9 219,3 222,0 256,9 224,7 |
| 4   | 9 9–1 9–2 9–3 9–4      | Norvegia · Halvor Egner Granerud · Daniel-André Tande · Robert Johansson · Marius Lindvik   | 138,0 130,5 125,5 121,0 | 456,5 128,3 118,2 109,7 100,3 | 3       | 118,5 124,0 136,5 126,5 | 465,6 108,5 113,7 127,8 115,6 | 4                      | 922,1 236,8 231,9 237,5 215,9 |
| 5   | 7 7–1 7–2 7–3 7–4      | Japonia · Yukiya Satō · Naoki Nakamura · Junshirō Kobayashi · Ryōyū Kobayashi               | 126,0 124,5 128,5 134,0 | 438,5 110,8 96,6 105,1 126,0  | 5       | 124,0 122,0 120,0 132,5 | 444,3 114,9 97,8 99,0 132,6   | 6                      | 882,8 225,7 194,4 204,1 258,6 |
| 6   | 6 6–1 6–2 6–3 6–4      | Polonia · Piotr Żyła · Paweł Wąsek · Dawid Kubacki · Kamil Stoch                            | 118,0 131,5 122,0 137,0 | 434,5 96,4 116,1 95,5 126,5   | 6       | 125,5 120,0 126,0 127,5 | 445,6 119,5 97,2 107,5 121,4  | 5                      | 880,1 215,9 213,3 203,0 247,9 |
| 7   | 4 4–1 4–2 4–3 4–4      | COR Danil Sadreev Roman Trofimov Mikhail Nazarov Evgenii Klimov                             | 128,5 127,0 120,0 118,0 | 410,6 115,4 103,1 92,8 99,3   | 7       | 119,0 119,5 117,0 121,0 | 395,9 100,4 99,7 89,3 106,5   | 8                      | 806,5 215,8 202,8 182,1 205,8 |
| 8   | 5 5–1 5–2 5–3 5–4      | Elveția · Dominik Peter · Gregor Deschwanden · Simon Ammann · Killian Peier                 | 112,0 122,0 116,0 118,5 | 367,0 87,7 103,6 87,5 88,2    | 8       | 119,0 123,5 121,5 124,0 | 424,5 103,4 110,6 104,9 105,6 | 7                      | 791,5 191,1 214,2 192,4 193,8 |
| 9   | 3 3–1 3–2 3–3 3–4      | Cehia · Viktor Polášek · Čestmír Kožíšek · Filip Sakala · Roman Koudelka                    | 108,0 109,0 101,0 107,5 | 279,5 76,8 70,9 55,4 76,4     | 9       | Nu a avansat în finală  | Nu a avansat în finală        | Nu a avansat în finală | 279,5 76,8 70,9 55,4 76,4     |
| 10  | 2 2–1 2–2 2–3 2–4      | Statele Unite ale Americii · Decker Dean · Patrick Gasienica · Kevin Bickner · Casey Larson | 92,5 105,5 103,0 106,0  | 261,0 69,3 59,7 63,5 68,5     | 10      | Nu a avansat în finală  | Nu a avansat în finală        | Nu a avansat în finală | 261,0 69,3 59,7 63,5 68,5     |
| 11  | 1 1–1 1–2 1–3 1–4      | China · Zhen Weijie · Lyu Yixin · Song Qiwu · Zhou Xiaoyang                                 | 84,0 90,0 86,0 86,0     | 115,0 13,5 35,3 31,7 34,5     | 11      | Nu a avansat în finală  | Nu a avansat în finală        | Nu a avansat în finală | 115,0 13,5 35,3 31,7 34,5     |